# Andrézieux-Bouthéon

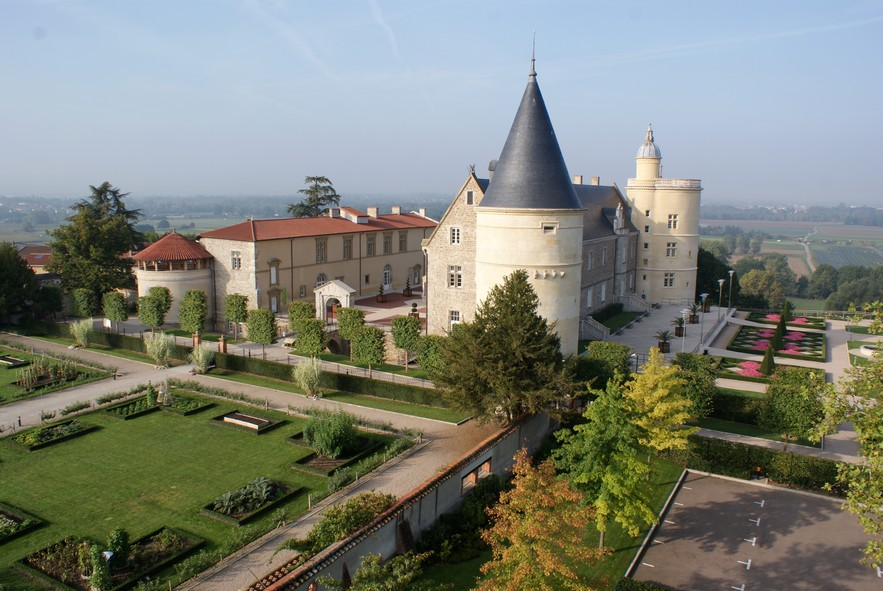
Schlossanlage von Bouthéon

Andrézieux-Bouthéon ist eine französische Gemeinde mit 10.312 Einwohnern (Stand 1. Januar 2022) im Arrondissement Saint-Étienne im Département Loire in der Region Auvergne-Rhône-Alpes; sie ist der bevölkerungsreichste Ort im Kanton Andrézieux-Bouthéon.

## Geografie
Die Gemeinde liegt am Ostufer der Loire und am Südrand der Ebene von Forez, etwa 15 Kilometer nordwestlich von Saint-Étienne. Durch die Gemeinde führt die Autoroute 72 von Saint-Étienne Richtung Clermont-Ferrand. Im Gemeindegebiet liegt auch der Flughafen Saint-Étienne – Bouthéon (EBU).

## Geschichte
Bis 1965 war die Gemeinde noch geteilt in die eigenständigen Gemeinden Andrézieux und Bouthéon.

### Andrézieux
Von hier aus nach Saint-Étienne wurde ab 1823 die erste (Pferde-)Eisenbahnstrecke Frankreichs, die Bahnstrecke Saint-Étienne–Andrézieux, errichtet. 1827 nahm die Bahn ihren Betrieb auf.
Im Jahr 1832 wurde diese Strecke in Richtung Roanne verlängert mit der Bahnstrecke Roanne–Andrézieux, die dritte Bahnstrecke Frankreichs. Diese Strecke wurde später im Bereich von Bouthéon umtrassiert und in die Bahnstrecke Moret-Veneux-les-Sablons–Lyon-Perrache integriert. Hiermit erhielt Bouthéon 1864 einen Bahnhof, welcher heute noch von Zügen des TER Auvergne-Rhône-Alpes der Verbindung Roanne–Saint-Étienne-Châteaucreux bedient wird.

### Bouthéon
Das Schloss Bouthéon wurde im 13. Jahrhundert errichtet.
1962 wurde im Gebiet von Bouthéon der Flughafen Saint-Étienne – Bouthéon eröffnet.

## Bevölkerungsentwicklung
| Jahr                       | 1968 | 1975 | 1982 | 1990 | 1999 | 2010 | 2017 |
| -------------------------- | ---- | ---- | ---- | ---- | ---- | ---- | ---- |
| Einwohner                  | 3952 | 7640 | 8877 | 9407 | 9153 | 9676 | 9790 |
| Quellen: Cassini und INSEE |      |      |      |      |      |      |      |

## Gemeindepartnerschaften
- Neu-Isenburg in Hessen in Deutschland; seit dem 30. August 1969.[1]
- Maia im Distrikt Porto in Portugal
- Chiusi in der Provinz Siena in Italien
- Soham in Cambridgeshire in England

## Persönlichkeiten
- Chantal Montellier (* 1947 in Bouthéon), Comiczeichnerin

## Sport
Neben einem neuen Stadion sind die ITF-Tennisturniere von Andrézieux-Bouthéon zu erwähnen.